# Twierdza Alpejska

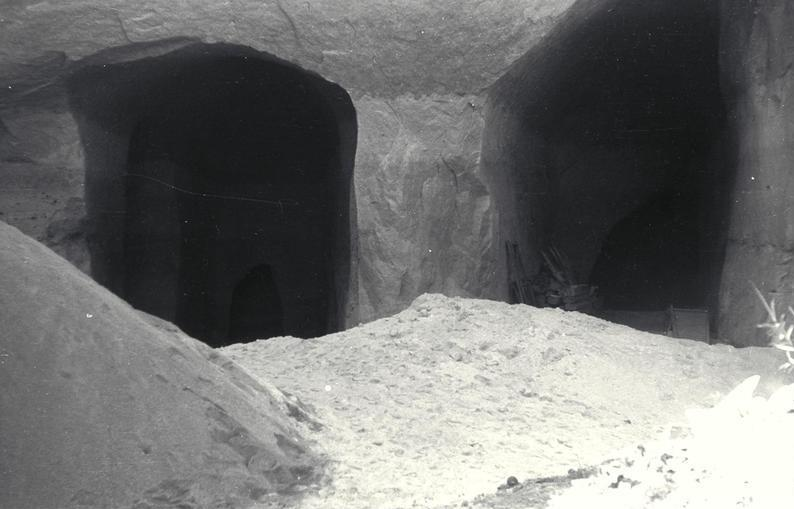
S8 Bergkristall, tajna podziemna fabryka samolotów budowana w Sankt Georgen an der Gusen

Twierdza Alpejska – nieukończona reduta narodowych socjalistów w okolicy Berchtesgaden w Alpach Bawarskich.

## Okres przedwojenny
Z chwilą powstania w 1933 fundacji Hitlera, Martin Bormann, jako jedyny dysponent jej liczonych w miliony reichsmarek funduszy rozpoczął wykupywanie terenów wokół Domku Wachenfeld wynajmowanego wówczas przez Adolfa Hitlera w okolicy Berchtesgaden. Do wybuchu II wojny światowej, wykupiono łączny obszar 10 kilometrów kwadratowych, który został ogrodzony i otrzymał nazwę Strefy Führera (niem. Führersperrgebiet Obersalzberg), na którym znalazły się m.in. w różnych fazach wykończenia;
- Gospoda Platterhof – hotel dla członków NSDAP w byłym pensjonacie „Moritz”;
- Farma rolna (170 ha) z oborą i chlewnią, szklarnia, sala teatralna na 2000 osób;
- Herbaciarnia na wzgórzu Mooslahnerkopf;
- osiedla mieszkalne dla personelu strefy: Klaushöhe i Buchenhöhe;
- ponad 40 km utwardzonych dróg w trudno dostępnym górskim terenie.

W obrębie Strefy Führera wydzielono zamkniętą wewnętrzną tzw. Strefę „Najwyższych” (niem. Hoheitsgebiete) w której znalazły się:
- willa Hitlera – Berghof;
- willa Bormanna – Villa Seitz;
- willa Göringa;
- Kwatera kompanii wartowniczej SS i SD oraz centrala łączności w budynku byłej gospody Gasthaus zum Türken;
- Hoher Göll – luksusowa rezydencja dla VIP-ów w byłej willi Bechstein;
- Koszary SS;

Poza kompleksem znalazły się:
- Herbaciarnia na Kehlsteinie – prezent NSDAP na 50. urodziny Hitlera;
- willa Speera – Villa Waltenbergerhaus.

Formalnie właścicielem całości, z wyjątkiem prywatnych domów wymienionych prominentów, była partia NSDAP.

## Okres II wojny światowej
Dzięki statusowi „wojennego programu budowy Führera”, jaki uzyskał obiekt dzięki machinacjom Bormanna, wszystkie budowle wykończono bez przeszkód, a ponadto; nie licząc innych, pod Berghofem i Platterhofem wykuto sztolnie o powierzchni 745 metrów kwadratowych każda, a pod domem Göringa 275 metrów kwadratowych. Podziemne miasto wykute w zboczu góry na głębokości co najmniej 40 metrów pod powierzchnią ziemi liczyło łącznie 3000 metrów korytarzy i 2000 metrów długości wnęk mieszkalno-składowych, z których każda miała max. ok. 3 metrów wysokości, 3,5 metra szerokości i od 12 do 15 metrów długości. Łączna powierzchnia podziemi to 4000 metrów kwadratowych. Schron pod Berghofem i domem Göringa były niemal całkowicie wykończone i zaopatrzone w żywność na co najmniej 6 miesięcy.
W końcu 1944 do obrony obiektu przydzielono;
- Obrona przeciwlotnicza rozlokowana na okolicznych szczytach:
  - 12 dział p-lot 105 mm;
  - 16 dział p-lot kal. 88 mm;
  - 24 działka p-lot kal. 37 mm;
  - 6 działek p-lot kal. 20 mm;
  - 4 poczwórnie sprzężone działka p-lot kal. 20 mm;
  - stawiacze zasłon dymnych w pobliżu baterii artyleryjskich.
- Wojska lądowe;
  - oddział SS Obersalzberg – 2265 osób;
  - kompania wartownicza SS – 364 osoby;
  - batalion stawiaczy zasłon dymnych – 646 osób;
  - batalion artylerii p-lot – 800 osób;
  - Volkssturm – liczebność nieznana;

Siły te trudno porównywać z siłami aliantów.

## Twierdza Alpejska
Pod koniec 1944 wywiad amerykański sporządził jako jeden z wielu raport, w którym przeanalizowane były scenariusze ról, jakie mogłyby przypaść w końcówce wojny południowemu skrajowi Niemiec; w tym roli siedliska zakonspirowanego podziemia nazistowskiego. Raport ten trafił do gauleitera Tyrolu – Franza Hofera. Upatrując w nim szansy dla siebie jako obrońcy samego Führera, Hofer w listopadzie 1944 osobiście przedłożył Hitlerowi koncepcję stworzenia „Twierdzy Alpejskiej”, jako ostatniej reduty. Pomysł ten w kontekście planowanej kontrofensywy w Ardenach, nie został potraktowany poważnie zarówno z powodu braku zbędnych gdzie indziej oddziałów wojska, jak i dlatego, że rejon „Twierdzy” nie miał żadnego zaplecza militarnego, niemniej Goebbels postanowił go zużytkować propagandowo i nakazał rozpowszechnianie wieści o rychłej ostatecznej klęsce aliantów w bitwie o Twierdzę Alpejską.
Nie wiadomo z jakich źródeł korzystał wywiad amerykański, ale od lutego 1945 zaczął zasypywać Połączone Dowództwo Aliantów na Zachodzie coraz bardziej nieprawdopodobnymi informacjami, według których w domniemanej reducie Niemcy zgromadzić mieli nawet 100 zaopatrzonych w żywność i amunicję na 6 miesięcy dywizji, w tym 30 pancernych. Całość miała być usiana podziemnymi fabrykami uzbrojenia, połączonymi podziemnymi liniami kolejowymi. Informacje te były uwiarygodniane doniesieniami mówiącymi o przygotowaniach do przeniesienia bądź trwającej już ewakuacji osobistości III Rzeszy i personelu ich biur w okolice Berchtesgaden i potęgowane rozpuszczanymi na każdym kroku przez aparat Goebbelsa dezinformacjami. Powodowany tymi doniesieniami dowódca połączonych sił zbrojnych generał Dwight D. Eisenhower wbrew dowodzącemu armią brytyjską marszałkowi Bernardowi Montgomeremu wstrzymał centralny atak na Berlin, celem umocnienia frontu południowego przed domniemaną bitwą o redutę. Jakkolwiek myśleć, ten nieplanowany przez Niemców blef skutecznie powstrzymał pochód aliantów na wschód, ale kosztował Niemców utratę Berlina na rzecz Sowietów. Historyk i biograf Eisenhowera Stephen E. Ambrose nazwał doniesienia wywiadu w sprawie Twierdzy „najgorszymi raportami wywiadu wszech czasów”.

## Zdobycie twierdzy
Faktycznie od połowy kwietnia 1945, Obersalzberg stał się punktem zbornym tych z prominentów III Rzeszy, którym tylko udało się znaleźć pretekst do opuszczenia Berlina lub których oddalił sam Hitler. Do końca mieli nadzieję, że dołączy do nich Hitler.
25 kwietnia 1945, gdy Armia Czerwona zamykała pierścień wokół Berlina, samoloty Royal Air Force (w tym załogi polskie) dokonały nalotu na Obersalzberg. Zbyt późno ogłoszony alarm przeciwlotniczy i awaria systemów zadymiania ułatwiły zadanie samolotom. W pierwszej fali zniszczone zostały baterie przeciwlotnicze, w kolejnych niemal wszystkie zabudowania. Zrzucono łącznie 1232 tony bomb. Straty wśród mieszkańców to 6 zabitych, reszcie wystarczającej ochrony dostarczyły schrony przeciwlotnicze. Bombardowanie oznaczało także koniec prac budowlanych w obiekcie. Robotników przy tym zatrudnionych, w większości Czechów i Włochów zwolniono do domu. Wkraczający Amerykanie z 3 Dywizji Piechoty napotkali jedynie rozproszone oddziały Volkssturmu, które nie stawiały żadnego oporu.